# 2014年加利福尼亞州46號提案
46號提案（英語：Proposition 46，專有名詞縮寫），是美國加利福尼亞州於2014年11月4日提出的一次公投，提案訴求醫療事故（Medical malpractice）案件中疼痛、失去生活便利等非經濟損失賠償額度上修。並要求醫療從業人員如於醫療過程中使用管制藥品（controlled substances）對病患進行治療，須查閱州政府處方藥歷史資料庫（Controlled Substance Utilization Review and Evaluation System，專有名詞縮寫）及留下開立紀錄。同時要求醫療從業人員進行健康檢查，不能有濫用藥物或酗酒病史，禁止醫療從業人員進行醫療流程前有飲酒行為。
相關法案特洛伊和阿拉納·帕克患者安全法案（Troy and Alana Pack Patient Safety Act of 2014）。

## 社論

### 正面影響
支持者包含芭芭拉·柏克瑟（Barbara Boxer）、 坎迪·萊特納、 艾琳·布羅克維奇（Erin Brockovich）、消費者看門狗監督團體、加利福尼亞州老人協會（Congress of California Seniors）、加利福尼亞州消費者律師團體等 。
支持者表示，46號提案通過能維持醫療從業人員素質，保障病患生命安全。讓醫療從業人員更謹慎開立處方藥物給病患使用。

### 負面影響
支持者包含加州醫院協會（California Hospital Association）、 加利福尼亞州牙科協會、 加利福尼亞州醫學協會、加利福尼亞州共和黨（California Republican Party）、加利福尼亞州教師協會、加利福尼亞州成癮醫學協會等。
支持者表示，46號提案通過只對法律從業人員有利，對醫療從業人員而言會變成個人醫療保險（Health insurance）負擔增加，讓醫療院所減少病患醫療支出，僅止供病患簡易醫療。

## 關聯條目
- 1975年醫療傷害賠償改革法案（英语：Medical Injury Compensation Reform Act）（法律專有名詞縮寫）